# Ipomoea coptica
Ipomoea coptica là một loài thực vật có hoa trong họ Bìm bìm. Loài này được (L.) Roth ex Roem. & Schult. mô tả khoa học đầu tiên năm 1819.